# Markiplier
Mark Edward Fischbach (Honolulu, 28. lipnja 1989.), poznatiji kao Markiplier na YouTubeu i X-u (Mark), američki je youtuber i  redatelj. Svoju popularnost zaradio je snimanjem sebe kako igra videoigre (engleski: Let's Plays) koje komentira tijekom cijelog igranja. U početku (2010. – 2014.) su bile popularne horor igre, pa je time postao zapamčen po igranju igara kao što su Amensia: The Dark Descent i Five Nights at Freddy's.
Markiplier je poznat i po svojim filmskim djelima kao što su serije na YouTube Originalsu, poznate kao A Heist with Markiplier 2019. i In Space with Markiplier 2022., a 2023. je objavio da radi na novom horor filmu zvanom Iron Lung.
Markiplier je osvojio nagrade Streamy Awards i Golden Joystick Award.

## Životopis
Mark Edward Fischbach rođen je 28. lipnja 1989. u Honoluluu, Havaji. Njegovi roditelji su Cliffton Fischbach i Sunok Frank. Nakon što se rodio, obitelj je donijela odluku za selidbu u Cincinnati, Ohio (SAD). Njegovi roditelji su se rastavili dok je još bio vrlo mlad. Mark Fischbachov otac preminuo je od raka pluća i kosti 4. srpnja 2008., što ga je njegovim riječima "jako pogodilo na osobnoj razini". Markiplier je 5. svibnja 2013. objavio video u kojemu objašnjava svoj rani život (Draw My Life - Markiplier)
Upao je u sveučilište u Cincinnatiju gdje je svoje školovanje odlučio nastaviti kao biomedicinski inženjer. Tijekom svojeg školovanja je naišao na dvoje ljudi koji ga uvijek podržavaju, a poznati su kao Bob i Wade. Oni s njime vrlo često igraju videoigre koje komentiraju te se zajednički druže na svojem podcastu zvanom "Distractible". Napustio je biomedicinu kako bi se posvetio YouTubeu.
Mark Fischbach i Amy Nelson zajednički su par od 2015 do sadašnjosti.
U ožujku 2018. njegov kanal na YouTubeu je dosegnuo 20 milijuna pretplatnika, dok je u 2023. imao 35,5 milijuna pretplatnika.

## Kanal na YouTubeu
Markiplier često surađuje s youtuberima kao što su Jacksepticeye, PewDiePie, LordMinion777 (Wade), Muyskerm (Bob), Matthias, LixianTV, jacksfilms i mnogi drugi. Također je surađivao s poznatim osobama kao što su Jack Black i Jimmy Kimmel.
Iako se kanal bazira na videoigrama, ponekad Markiplier objavljuje animacije koje su napravili drugi ljudi kako bi oponašali Markiplierove priče u svrhu šale te vizualizirali kako bi to "izgledalo" u stvarnome svijetu.
Markiplier je mnogo puta donirao novac za razne zdravstvene i životinjske ustanove kao što su Cincinnati Children's Hospital Medical Center, the Depression and Bipolar Support Alliance i Best Friends Animal Society.
LixianTV ili Lixian je Markiplierov urednik kojeg Mark često spominje u svojim videozapisima radi šale i smješnijeg sadržaja. On se bavi time da videozapisi izgledaju bolje i da se izbriše nepotrebni sadržaj u videozapisu. Lixian je i stvoritelj igara koje Mark igra kao znak podrške Lixianu.
Markiplier je vrlo poznat po igrici Five Nights at Freddy's koju igra svaki puta kada izađe nova varijanta te igre. Njegovim obožavateljima je poznat kao "kralj Five Nights at Freddy'sa" radi uspjeha u toj videoigri. Prijenos uživo te varijante igre zadnji put je objavio 30. travnja 2022. kada je u isto vrijeme objašnjavao svoj razlog hospitalizacije u početku prijenosa.

## Nagrade

### Streamy Awards
- 2015., 2016., 2017., 2021., Bio je nominiran za dodjelu "igrač", a 2022., je osvojio tu nagradu.
- 2020. i 2022. Bio je nominiran za emisiju godine, a osvojio je serije po scenariju. (A Heist with Markiplier i In Space with Markiplier)
- 2021. Nagrada "Najbolja suradnja." (s CrankGameplaysom za "Unus Annus")

### Shorty Awards
- 2016. i 2017. Bio je nominiran za nagradu "Tehnologiju i inovaciju: igre".

### Make-A-Wish Foundation Award Ceremony
- 2016. Nagrada "Slavna osoba godine."

### Golden Joystick Awards
- 2017. Nagrada za najboljeg streamera / emitera.

### Kids Choice Awards
- 2018. Nominiran je za najdražeg smiješnog youtubera.

### Cancer Research Institute
- 2020. Nagrada Oliver R. Grace za istaknute usluge u unaprjeđenju istraživanja raka.

### Children's and Family Emmy Awards
- 2022. Nagrada za izvanredni interaktivni mediji. (In Space with Markiplier)